# Rezerwat przyrody Dobročský prales
Rezerwat przyrody Dobročský prales (Dobroczski las pierwotny; słow. národná prírodná rezervácia Dobročský prales) – rezerwat przyrody w centralnej części Rudaw Weporskich na Słowacji.

## Położenie
Rezerwat znajduje się w grupie górskiej Balocké vrchy. Leży w granicach wsi Čierny Balog, ok. 6 km na południowy zachód od należącej do niej osady Dobroč. Obejmuje fragment trzeciorzędnego grzbietu Długiego Gronia (słow. Dlhý grúň) oraz jego stoków, opadających w kierunku północno-zachodnim, do doliny potoku Brôtovo. Jego tereny rozciągają się od poziomicy 750 m n.p.m. w dolinie wspomnianego potoku po szczyt Geravka (1005 m n.p.m.).

## Historia
Na fragmenty pierwotnych lasów w tym rejonie zwrócił już uwagę w I połowie XIX w. jeden z pionierów słowackiego leśnictwa, Jozef Dekret-Matejovie, pochodzący z osady Dobroč. Rezerwat Dobročský prales jest jednym z najstarszych rezerwatów przyrody na Słowacji. Powstał w 1913 r. z inicjatywy węgierskiego leśnika Károly Kaána, w okresie, gdy na Horehroniu zniknęły już prawie pierwotne lasy karpackie, wytrzebione na potrzeby górnictwa, hutnictwa i przemysłu szklarskiego. Po nowelizacjach w 1972 i 1993 r. ma obecnie powierzchnię 103,85 ha. Ochronne pasmo wokół rezerwatu ma powierzchnię 100,44 ha. Do 1996 r. przez teren rezerwatu prowadziła przyrodnicza ścieżka dydaktyczna, od tego czasu jednak wstęp na teren rezerwatu jest dozwolony jedynie w celach naukowych i z przewodnikiem z leśnictwa w Čiernym Balogu.

## Przedmiot ochrony
Przedmiotem ochrony jest ostatni tak dobrze zachowany fragment pierwotnych lasów karpackich regla dolnego, w których gatunkiem dominującym jest jodła pospolita. Na podłożu budowanym ze skał krystalicznych, oprócz jodły występują tu buk pospolity, świerk pospolity, jawor, jesion wyniosły i wiąz górski (brzost). Zwłaszcza jodły osiągają tu znaczne rozmiary. W 1964 r. wichura złamała słynną 450-letnią "Dobroczską Jodłę", która należała wówczas do najpotężniejszych drzew w Europie: w chwili upadku miała 56 m wysokości i 1,83 m średnicy w pierśnicy. Najwyższym drzewem w rezerwacie była inna jodła o wysokości 58 m, która uschła w 1984 r. Świerk osiąga tu średnicę w pierśnicy 135 cm i wysokość 54 m, dożywa do 350 lat. Buk osiąga w pierśnicy 118 cm i wysokość 45 m, jawor w pierśnicy 135 cm, brzost 95 cm, a jesion 65 cm. Wiele spośród największych jodeł dziś umiera, jednak dalej rośnie tu ok. 170 pomnikowych drzew.
W runie rosną tu szczawik zajęczy, przytulia wonna, szczyr trwały, żywiec dziewięciolistny, szałwia lepka, niecierpek pospolity, liczne paprocie i in. Rezerwat charakteryzuje się bogatą malakofauną z endemitem karpackim Argna bielzi.
Znaczenie naukowe rezerwatu polega na możności obserwowania całego cyklu rozwojowego mieszanego lasu dolnoreglowego w jego pierwotnej strukturze gatunkowej i wiekowej, od pojawienia się młodych siewek aż do naturalnej śmierci i rozpadu najstarszych osobników.